# Forza John
Forza John è una serie a fumetti italiana di genere avventuroso incentrata sul personaggio immaginario di John Graham e pubblicata in 775 puntate edite dalla Editrice Universo in diverse serie dal 1949 al 1964.

## Biografia del personaggio
John Graham, giovane cadetto (poi sottotenente) dell'aviazione militare americana vive esotiche avventure in giro per i mondo , particolarmente in Estremo Oriente e in Africa. Nella prima storia veniva presentato come un cadetto, cow-boy, matador: «Ecco alcuni pittoreschi aspetti» recitava la discalia «in cui apparirà il nostro intrepido eroe nelle sue sensazionali avventure. Settimanalmente nuovi costumi faranno seguito a questi, sempre più belli, sempre più entusiasmanti. FORZA JOHN! Il mondo sarà il teatro delle tue gesta!».
Attorno al personaggio si muovevano numerosi personaggi. La pubblicazione infatti si distinse particolarmente, oltre che per l'articolazione delle storie e la precisione del segno grafico, soprattutto per l'alto numero di protagonisti e figure di contorno che animavano le vicende.

## Storia editoriale
La serie a fumetti venne creata nel 1949 da Luigi Grecchi. La prima serie esordì nel 1949 e inizialmante la testata era Forza John! per poi divenire semplicemente Forza John già dal secondo numero. Questa prima serie veniva allegata in omaggio all'Intrepido mentre la seconda viene venduta autonomamente. Nel 1953 le storie del personaggio proseguono sul settimanale Il Monello dove continuano fino al 1964. I disegni era di inizialmente di Erio Nicolò insieme a Angelo Platania, sostituiti dal 1956 da Lina Buffolente e poi, fino al 1964 da Lino Jeva
In anni recenti è stato riedito nella serie Fumetti d'Italia.

## Comprimari
- Linda, fidanzata di John
- Sam Harper (o dottor Sam), amico fidato di John
- Lolita, amica del dottor Sam
- Loana Winters, amica del dottor Sam
- il marinaio Conterios
- Rosaria, moglie di Conterios
- il pappagallo Geremia
- il giornalista Palissandro Giacinto Livingstone detto Pal
- Moira, giornalista collega di Pal
- Martha Graham, mamma di John
- Prissie, sorella di John
- Tommy, amico di Prissie